# امرأة ذات كرامة
امرأة ذات كرامة (품위있는 그녀) مسلسل دراما كوري جنوبي من بطولة كم هي سون وکیم سون-آه. عرض المسلسل على قناة جي تي بي سي في 16 حزيران 2017.

## القصة
وو آه جين تعيش حياة بذخ نتيجةً لثراء والدها في القانون، ولكن أموال والدها في القانون تذهب أدراج الرياح، ويُقدم زوجها على خيانتها. حياة وو آه جين ترتطم بالقاع عندها. في هذه الأثناء، بارك بوك جا هي امرأةٌ غامضة وتُخفي قصتها المؤلمة. وتجلب الصعوبات الجمّة لـ وو آه جين.

## الممثلون
- كم هي سون بدور وو آه جين.
- كيم سون-آه بدور بارك بوك جا.
- جونغ سانغ-هون
- لي تاي-ايم
- لي كي-وو

## روابط خارجية
- امرأة ذات كرامة على موقع IMDb (الإنجليزية)
- امرأة ذات كرامة على موقع نتفليكس (الإنجليزية)
- امرأة ذات كرامة على موقع ليتربوكسد (الإنجليزية)
- امرأة ذات كرامة على موقع كينوبويسك (الروسية)
- امرأة ذات كرامة على موقع قاعدة بيانات الفيلم (الإنجليزية)